# مارتن ديوك
مارتن ديوك (بالإنجليزية: Martin Duke)‏ هو لاعب كرة قاعدة أمريكي، ولد في 1867 في زانيسفيل في الولايات المتحدة، وتوفي في 31 ديسمبر 1898 في منيابولس في الولايات المتحدة.

## وصلات خارجية
- مارتن ديوك على موقعبيزبول رفرنس.كوم (الدوري الرئيسي) (الإنجليزية)
- مارتن ديوك على موقعبيزبول رفرنس.كوم (الدوري الثانوي) (الإنجليزية)